# Erethistoides infuscatus
Erethistoides infuscatus és una espècie de peix de la família Erethistidae i de l'ordre dels siluriformes. És un peix d'aigua dolça i de clima tropical. Es troba a Àsia a les conques dels rius Brahmaputra i Meghna a l'Índia i Bangladesh.